# 超×D
『超×D』（チョウディー）は、2013年1月～3月までTOKYO MXにて放送されたバラエティ番組。スターダストプロモーションの若手ユニット超特急とDISH//の初のレギュラー番組である。

## 概要
超特急とDISH//がお贈りする、ちょうどいい感じのバラエティ番組。

非アイドルである彼らが、番組内で様々なことにチャレンジする、青少年健全育成バラエティ。

2013年4月より、放送時間が火曜日20：30～21：00に変更、タイトルも『超×D Music+』としてリニューアルした。

## 番組内容

### 超特急の男前講座
超特急がより男前になるべく、男前を極めた先生からいろいろ学びカッコイイを極める。
- 河崎実（映画監督）
- 中谷彰宏（作家）
- ENDo（振付師）

### 4人でやり遂げよう
DISH//のメンバーが、毎回4人で協力して1つのことをやり遂げる。
- オリジナルフラッグを作るっ！
- オリジナル組体操を作れっ！
- オリジナルフォークダンスを踊れっ！

### ○○男子
超特急とDISH//のメンバーをシャッフルし、料理や筋トレ、場面設定のドラマなどに挑戦するシチュエーション企画。
- たこ焼き男子
- 海苔巻き男子
- 焼きそば男子
- 腕立て男子
- 腹筋男子
- 大臀筋男子
- 歯磨き男子
- 熱っぽい男子
- 達筆男子
- 突撃男子

### ちょうどイイショッピング！
ゲンゲンと栗田萌がMCをつとめる。毎回ゲストを迎え、オススメの商品を紹介するコーナー。

## 出演者
- 超特急
- DISH//
- ゲンゲン
- 栗田萌

## 番組スタッフ
- ナレーター：酒巻光宏
- 構成：小高弘嗣（ロコモーション）、松見寿夫（ロコモーション）、丹羽周
- ブレーン：松本憲一（タッチプランニング）
- 制作デスク：内田裕子(ＭＸエンターテイメント)、横本奈緒（ロコモーション）、池田彩夏（タッチプランニング）
- 制作事務：林知也（タッチプランニング）、伊羅子政代（タッチプランニング）
- 技術：Zeta
- 編集・MA：オムニバス・ジャパン
- ヘアメイク：片岡順子
- 宣伝：阿部恭久(SDR)
- 衣装協力：ＳＭＯＯＣＨ
- 協力：早川沙織(スターダスト音楽出版)、中條まゝ衣(スターダスト音楽出版)
- AD：加藤光城（タッチプランニング）、石間敬悟（タッチプランニング）
- ディレクター：竹田真（タッチプランニング）、金只和史、石上眞一、川島貴之（タッチプランニング）
- 制作プロデューサー：熱田和哉（タッチプランニング）
- 協力プロデューサー：宮井晶、福田信以知、宮下昌也
- プロデューサー：藤下リョウジ（スターダストプロモーション）、菅谷憲（スターダスト音楽出版）、原田政彦（ロコモーション）、有賀達也（タッチプランニング）
- エグゼクティブプロデューサー : 細野義朗（スターダストプロモーション）、笹山正勝（ＭＸエンターテインメント）
- 制作協力：株式会社ロコモーション、株式会社タッチプランニング
- 製作著作：スターダストプロモーション、スターダスト音楽出版、ＭＸエンターテインメント